# Triballi

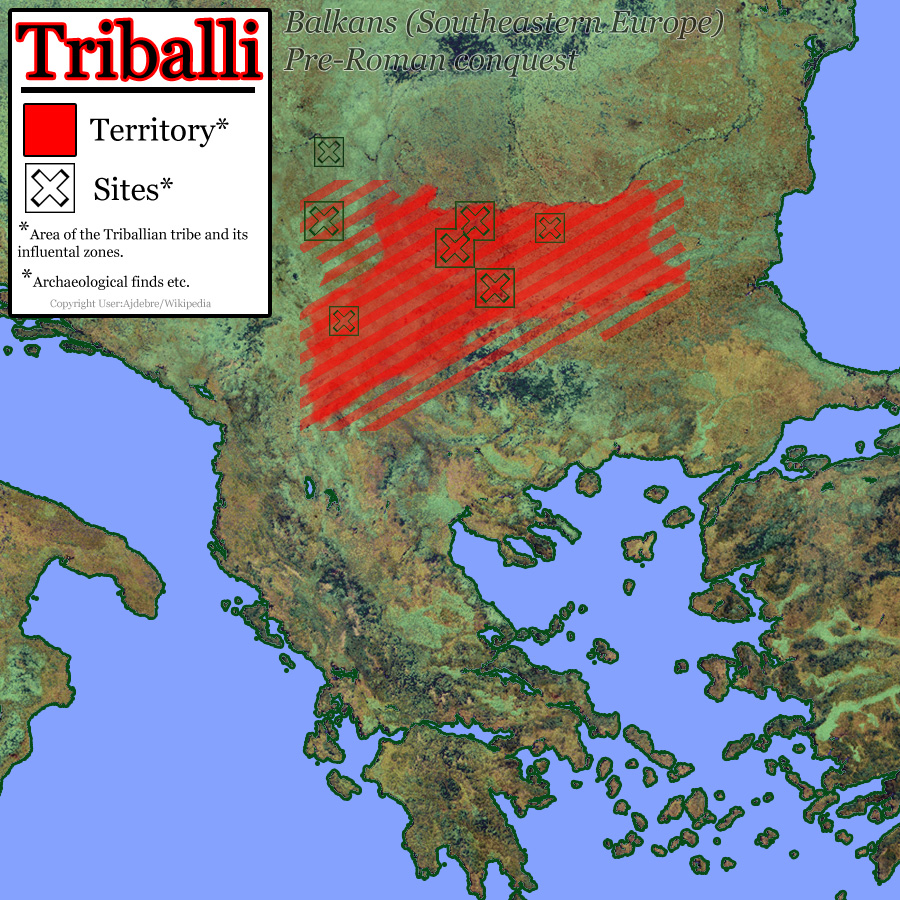
Estensione dei territori dei triballi.

I Triballi erano una popolazione trace la cui patria originaria si trovava nei pressi della confluenza dei fiumi Angro e Brongo, nell'attuale Serbia sud-orientale. Il loro territorio si estendeva sulla "pianura triballiana", che corrisponde alla regione tra la Serbia e la Bulgaria.

## Storia
Nel 424 a.C. furono attaccati da Sitalce, re degli Odrisi, il quale fu sconfitto e ucciso in battaglia. In una data imprecisata vennero sconfitti dalla tribù illirica degli Otariati.
Nel 376 a.C. un ampio gruppo di Triballi superò il monte Hemo e raggiunse la città di Abdera, che si prepararono a porre sotto assedio. Giunse, tuttavia, in vista la flotta ateniese condotta da Cabria ed i Triballi furono costretti a ritirarsi.
Nel 339 a.C., quando il re Filippo II di Macedonia era sulla via del ritorno dalla sua spedizione contro gli Sciti, i Triballi si opposero al suo passaggio dal monte Hemo, a meno che non avessero ricevuto parte del bottino. Ne seguirono degli scontri, durante i quali sembra che Filippo venisse sconfitto e rischiasse di rimanere ucciso. Più tardi, tuttavia, risulta che abbia soggiogato questa popolazione.
Dopo la morte di Filippo, presero le armi contro Alessandro Magno, che nel 335 a.C. iniziò la sua campagna balcanica passando il monte Hemo e li costrinse a battaglia presso lo sfocio del Lyginus nel Danubio. Il loro re, Sirmo, trovò rifugio nell'isola di Peuce (oggi Peuke) del Danubio, dove Alessandro non volle inseguirlo. La punizione che Alessandro aveva inflitto ai Geti, tuttavia, indusse i Triballi a fare atto di sottomissione.
Intorno al 280 a.C. i Triballi ed i Geti furono sconfitti dai Galli, condotti dal capo "Ceretrio". Per circa mezzo secolo (135-84 a.C.) causarono problemi ai governatori romani della provincia di Macedonia.
Al tempo del geografo Tolomeo il loro territorio si limitava al distretto tra il Ciabro (Tzibritza) e Utus (Vit), nell'attuale Bulgaria, con capitale a Oescus.
Sotto Tiberio sono menzionati nella provincia della Mesia. Nel III secolo l'imperatore Massimino il Trace (235-237) era stato il comandante di uno squadrone di Triballi. Sono citati per l'ultima volta in merito a una lettera che avrebbero scritto all'imperatore Diocleziano.
I Triballi furono spesso descritti come un popolo selvaggio e bellicoso (Isocrate) e in Aristofane un Triballo è introdotto come esempio di barbaro non civilizzato.
I racconti leggendari sostenevano che avessero dei poteri magici (Plinio il Vecchio).

## Esonimo per "Serbi"
Il termine "Triballi" fu poi utilizzato per metasemema dagli scrittori bizantini per riferirsi alle popolazioni slave dei Serbi.